# Московский международный кинофестиваль 1981
XII Московский международный кинофестиваль состоялся в 1981 году. Открылся 7 июля 1981 года.

## Жюри
Председатель жюри
- Станислав Ростоцкий, режиссёр (СССР)

Состав жюри
- Хуан Антонио Бардем — режиссёр (Испания)
- Басу Бхаттачария[англ.] — режиссёр (Индия)
- Ежи Гофман — режиссёр (ПНР)
- Жак Дюко-Рюпп[фр.] — продюсер (Франция)
- Бата Живойинович — актёр (СФРЮ)
- Комаки Курихара — актриса (Японии)
- Джей Лейда — киновед (США)
- Мигель Литтин — режиссёр (Патриотические силы Чили)
- Ласло Лугошши[англ.] — режиссёр (ВНР)
- Нелсон Перейра дос Сантос — режиссёр (Бразилия)
- Джан Луиджи Ронди — кинокритик (Италия)
- Олжас Сулейменов — писатель (СССР)
- Мед Хондо — режиссёр (Мавритания)
- Людмила Чурсина — актриса (СССР)

## Фильмы-участники
- «Али в стране чудес[вд]» / Ali au pays des mirages (Алжир, режиссёр Ахмед Рашди[вд])
- «Аль-кадисия» / … (Ирак, режиссёр Салах Абу Сейф)
- «Барон на день[вд]», «Еппе с горы» / Jeppe pa bjerget (Дания, режиссёр Каспар Роструп[вд])
- «Бледный свет страдания[вд]» / Lumina palida a durerii (СРР, режиссёр Юлиан Миху)
- «Бокерер» / Der Bockerer (Австрия-ФРГ, режиссёр Франц Антель[вд])
- «Братья и сёстры[вд]» / Brothers and sisters (Великобритания, режиссёр Ричард Вулли[вд])
- «Временный рай[вд]» / Ideiglenes paradicsom (ВНР, режиссёр Андраш Ковач)
- «Выжатый человек[вд]», «В каменных джунглях Сан-Паулу» / O homem que virou suco (Бразилия, режиссёр Жуан Батиста ди Андради[вд])
- «Гари Купер, который на небесах[вд]» / Gary Cooper, que estás en los cielos (Испания, режиссёр Пилар Миро)
- «Дерево Джамал[вд]» (СССР, режиссёр Ходжакули Нарлиев)
- «Дива» / Diva (Франция, режиссёр Жан-Жак Бенекс)
- «Дикари[вд]», «Дикая раса» / Razza selvaggia (Италия, режиссёр Паскуале Скуитьери[вд])
- «За свободу!» / For freedom! (Нигерия-Великобритания, режиссёр Ола Балогун[вд])
- «Йо-хо-хо» / Йо-хо-хо (НРБ, режиссёр Зако Хеския)
- «Кровавый сезон[вд]» / … (Иран, режиссёр Хабиб Кавешгар[вд])
- «Мутная река[вд]» / Доро-но кава (Япония, режиссёр Кохэй Огури)
- «Награда[вд]», «Забвению не подлежит» / Belonningen (Норвегия, режиссёр Бьёрн Льен[вд])
- «Наша дочь[вд]» / Notre fille (Камерун-Франция, режиссёр Даниэль Камва[вд])
- «Наша короткая жизнь[вд]» / Unser kurzes leben (ГДР, режиссёр Лотар Варнеке)
- «Наша эра[англ.]», «Век кали» / Kalyug (Индия, режиссёр Шьям Бенегал)
- «Ночная бабочка[вд]» / Ćma (Польша, режиссёр Томаш Зыгадло[вд])
- «Ночь на берегу моря[вд]» / Yo meren rannalla (Финляндия, режиссёр Эркко Кивикоски[вд])
- «Опустошённое поле[вд]» / Cánh đồng hoang (СРВ, режиссёр Нгуен Хонг Шен)
- «Пограничники[вд]» / Guardafronteras (Куба, режиссёр Октавио Кортасар)
- «Реквием другу[вд]», «Сентиментальное — Реквием другу» / Sentimental — requiem para un amigo (Аргентина, режиссёр Серхио Ренан)
- «Сезон мира в Париже» / Sezona mira u Parizu (СФРЮ-Франция, режиссёр Предраг Голубович[вд])
- «Симулянты[вд]» / De pretenders (Нидерланды, режиссёр Йос Стеллинг)
- «Соблазнение[вд]» / La seduccion (Мексика, режиссёр Артуро Рипштейн)
- «Спасение в победе», «Побег к победе» / Escape to victory (США, режиссёр Джон Хьюстон)
- «Старые фотографии» / Бикая суар (Сирия, режиссёр Набиль аль-Малих[вд])
- «Тегеран-43» (СССР-Франция-Швейцария, режиссёры Александр Алов и Владимир Наумов)
- «Трокадеро[вд]» / Trokadero (ФРГ-Австрия, режиссёр Клаус Эммерих[вд])
- «Увидимся в понедельник[вд]» / Au revoir, a lundi (Канада-Франция, режиссёр Морис Дюговсон[вд])
- «Утренний туман[вд]» / Manhã Submersa (Португалия, режиссёр Лауру Антониу[вд])
- «Фотографии[вд]» / Pictures (Новая Зеландия, режиссёр Майкл Блэк)
- «Хатан-батор[вд]» / … (Монголия, режиссёр Г. Жигжидсурэн[вд])
- «Чартерный рейс[вд]» / Sallskapsresan (Швеция, режиссёр Лассе Оберг[вд])
- «Человек с гвоздикой[вд]» / О антропос ме то гарифалло (Греция, режиссёр Никос Цимас[вд])
- «Эта минута, этот миг» / Ta chvíle, ten okamžik (ЧССР, режиссёр Иржи Секвенс)
- «Это произошло в Уайанае» / El caso Huayanay (Перу, режиссёр Федерико Гарсия[вд])

## Награды
Золотые призы
- «Выжатый человек» / «В каменных джунглях Сан-Паулу» (Бразилия, реж. Жуан Батиста ди Андради)
- «Опустошённое поле» (СРВ, реж. Нгуен Хонг Шен)
- «Тегеран-43» (СССР-Франция-Швейцария, реж. Александр Алов и Владимир Наумов)

Серебряные премии
- «Временный рай» (ВНР, реж. Андраш Ковач)
- «Награда» (Норвегия, реж. Бьерн Льен)
- «Мутная река» (Япония, реж. Кохэй Огури)

Специальные призы жюри
- «Али в стране чудес» (Алжир, реж. Ахмед Рашди) — за вклад в борьбу против расизма
- «Йо-хо-хо» (НРБ, реж. Зако Хеския) — за яркое воплощение темы гуманизма и идей добра
- «Эта минута, этот миг» (ЧССР, реж. Иржи Секвенс) — за оригинальное воплощение темы ответственности человека перед обществом
- «Сезон мира в Париже» (СФРЮ-Франция, реж. Предраг Голубович) — за интересное решение антифашистской темы

Премии
- актриса Мерседес Сампьетро («Гари Купер, который на небесах» , Испания)
- актриса Маягозель Аймедова («Дерево Джамал», СССР)
- актёр Карл Меркац[вд] («Бокерер», Австрия)
- актёр Тито Хунчо[вд] («Пограничники», Куба)
- актёр Роман Вильхельми («Ночная бабочка», ПНР)

Специальный диплом
- «Человек с гвоздикой» (Греция, реж. Никос Цимас)
- «Это произошло в Уайанае» (Перу, реж. Федерико Гарсия)
- «Утренний туман» (Португалия, реж. Лауру Антониу)
- «Бледный свет страдания» (СРР, реж. Юлиан Миху)
- «Ночь на берегу моря» (Финляндия, реж. Эркко Кивикоски)
- актёр Виктор Чучков[вд] («Йо-хо-хо», НРБ) — как юному исполнителю

Премия ФИПРЕССИ
- «Опустошённое поле» (СРВ, реж. Нгуен Хонг Шен)